# Nymphon brevirostre
Nymphon brevirostre är en havsspindelart som beskrevs av Hodge, G. 1863. Nymphon brevirostre ingår i släktet Nymphon och familjen Nymphonidae. Arten är reproducerande i Sverige. Inga underarter finns listade i Catalogue of Life.